# Priwołżje (obwód samarski)
Priwołżje (ros. Приволжье) – wieś (sieło) w Rosji, w obwodzie samarskim, ośrodek administracyjny rejonu priwołżskiego. W 2010 liczyła 7480 mieszkańców.